# Ньютон (округ, Индиана)
Нью́тон (англ. Newton County) — округ в США, штате Индиана. Официально образован 8 декабря 1859 года. По состоянию на 2010 год, численность населения составляла 14 244 человек. Получил своё название в честь участника войны за независимость США, сержанта Джона Ньютона.

## География
По данным Бюро переписи США, общая площадь округа равняется 1 044,9 км², из которых 1 040,6 км² суша и 4,4 км² или 0,42 % это водоёмы.

## Население
По данным переписи населения 2000 года в округе проживает 14 566 жителей в составе 5 340 домашних хозяйств и 3 999 семей. Плотность населения составляет 14,00 человек на км2. На территории округа насчитывается 5 726 жилых строений, при плотности застройки около 6-ти строений на км2. Расовый состав населения: белые — 97,33 %, афроамериканцы — 0,17 %, коренные американцы (индейцы) — 0,31 %, азиаты — 0,22 %, гавайцы — 0,08 %, представители других рас — 1,14 %, представители двух или более рас — 0,76 %. Испаноязычные составляли 2,90 % населения независимо от расы.
В составе 34,20 % из общего числа домашних хозяйств проживают дети в возрасте до 18 лет, 63,10 % домашних хозяйств представляют собой супружеские пары проживающие вместе, 7,80 % домашних хозяйств представляют собой одиноких женщин без супруга, 25,10 % домашних хозяйств не имеют отношения к семьям, 20,90 % домашних хозяйств состоят из одного человека, 9,40 % домашних хозяйств состоят из престарелых (65 лет и старше), проживающих в одиночестве. Средний размер домашнего хозяйства составляет 2,69 человека, и средний размер семьи 3,12 человека.
Возрастной состав округа: 26,40 % моложе 18 лет, 7,90 % от 18 до 24, 28,50 % от 25 до 44, 24,40 % от 45 до 64 и 24,40 % от 65 и старше. Средний возраст жителя округа 37 лет. На каждые 100 женщин приходится 98,80 мужчин. На каждые 100 женщин старше 18 лет приходится 96,60 мужчин.
Средний доход на домохозяйство в округе составлял 40 944 USD, на семью — 46 741 USD. Среднестатистический заработок мужчины был 36 152 USD против 20 780 USD для женщины. Доход на душу населения составлял 17 755 USD. Около 4,80 % семей и 6,90 % общего населения находились ниже черты бедности, в том числе — 6,20 % молодежи (тех, кому ещё не исполнилось 18 лет) и 10,30 % тех, кому было уже больше 65 лет.